# Macrobrachius
Macrobrachius is een muggengeslacht uit de familie van de paddenstoelmuggen (Mycetophilidae).

## Soorten
- M. kowarzii Dziedzicki, 1889
- M. producta (Johannsen, 1912)